# Obsjtina General-Tosjevo
Obsjtina General-Tosjevo (bulgariska: Община Генерал-Тошево) är en kommun i Bulgarien.   Den ligger i regionen Dobritj, i den nordöstra delen av landet, 400 km öster om huvudstaden Sofia. Antalet invånare är 6 979. Arean är 64 kvadratkilometer.
Terrängen i Obsjtina General-Tosjevo är platt.
Obsjtina General-Tosjevo delas in i:
- Vasilevo
- Zjiten
- Izvorovo
- Jovkovo
- Kardam
- Krasen
- Kăpinovo
- Ljuljakovo
- Malina
- Petlesjkovo
- Preselentsi
- Prisad
- Ptjelarovo
- Ravnets
- Rositsa
- Snjagovo
- Spasovo
- Tjernookovo

Följande samhällen finns i Obsjtina General-Tosjevo:
- Snop

Trakten runt Obsjtina General-Tosjevo består till största delen av jordbruksmark. Runt Obsjtina General-Tosjevo är det glesbefolkat, med 18 invånare per kvadratkilometer.